# National Museum Wales
Het National Museum Wales of Amgueddfa Cymru (voorheen de National Museums and Galleries of Wales) omvat de zeven nationale musea in Wales.

## De musea
Deelnemende musea:
- het National Museum Cardiff in Cardiff (gesloten voor onbepaalde tijd sinds februari 2025)[1]
- het St Fagans National History Museum in Cardiff
- het Big Pit National Coal Museum in Blaenavon
- het National Woollen Museum in Dre-fach Felindre bij Llandysul
- het National Slate Museum in Llanberis
- het National Roman Legion Museum in Caerleon
- het National Waterfront Museum in Swansea

Tot het museumverband behoren voorts nog:
- het National Collections Centre in Nantgarw
- de Turner House Gallery in Penarth

Het National Museum Wales beheert met de Pembrokeshire Coast National Park Authority het beeldenpark Oriel y Parc, een expositie van land art uit Wales in St Davids.
Via de internetsite van Rhagor is informatie verkrijgbaar over specifieke kunstvoorwerpen uit de museumcollectie en over voorwerpen die niet worden geëxposeerd.

## Fotogalerij

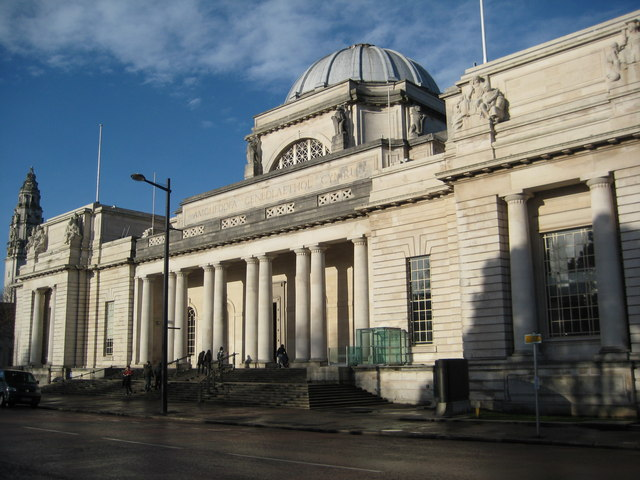
National Museum Cardiff
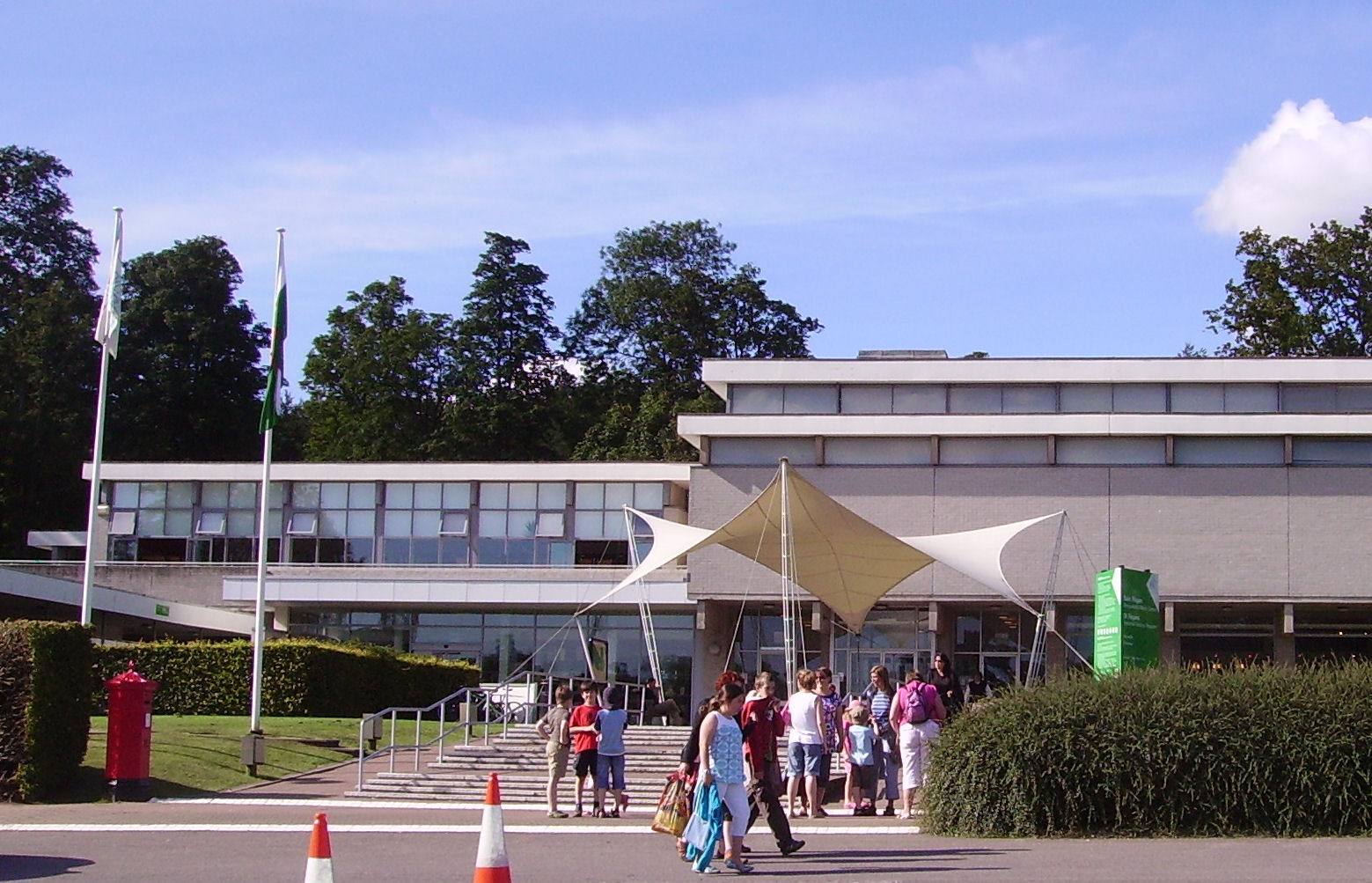
Entree St Fagans National History Museum
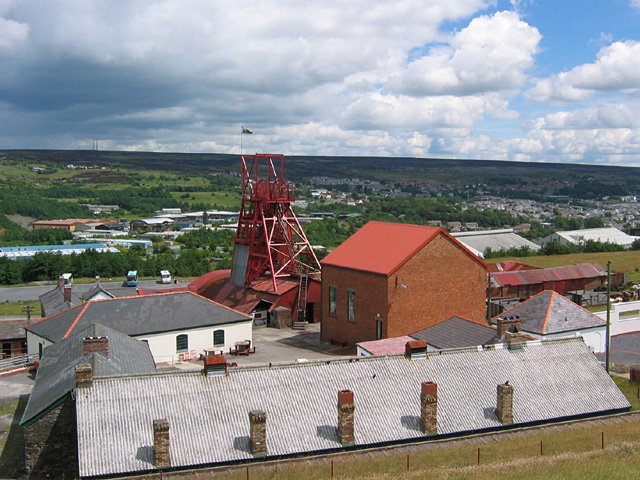
Big Pit National Coal Museum
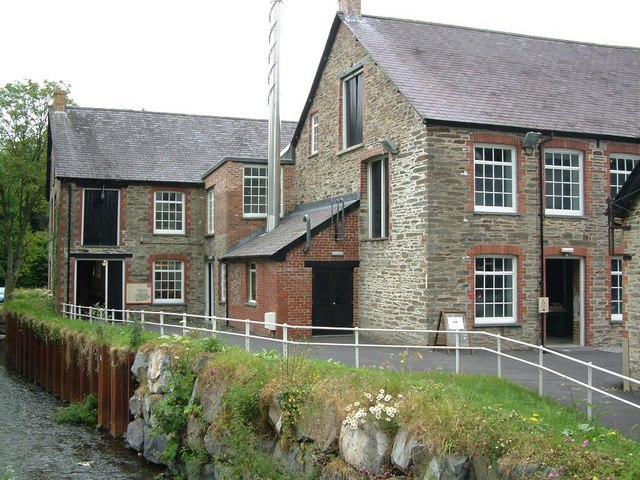
National Woollen Museum
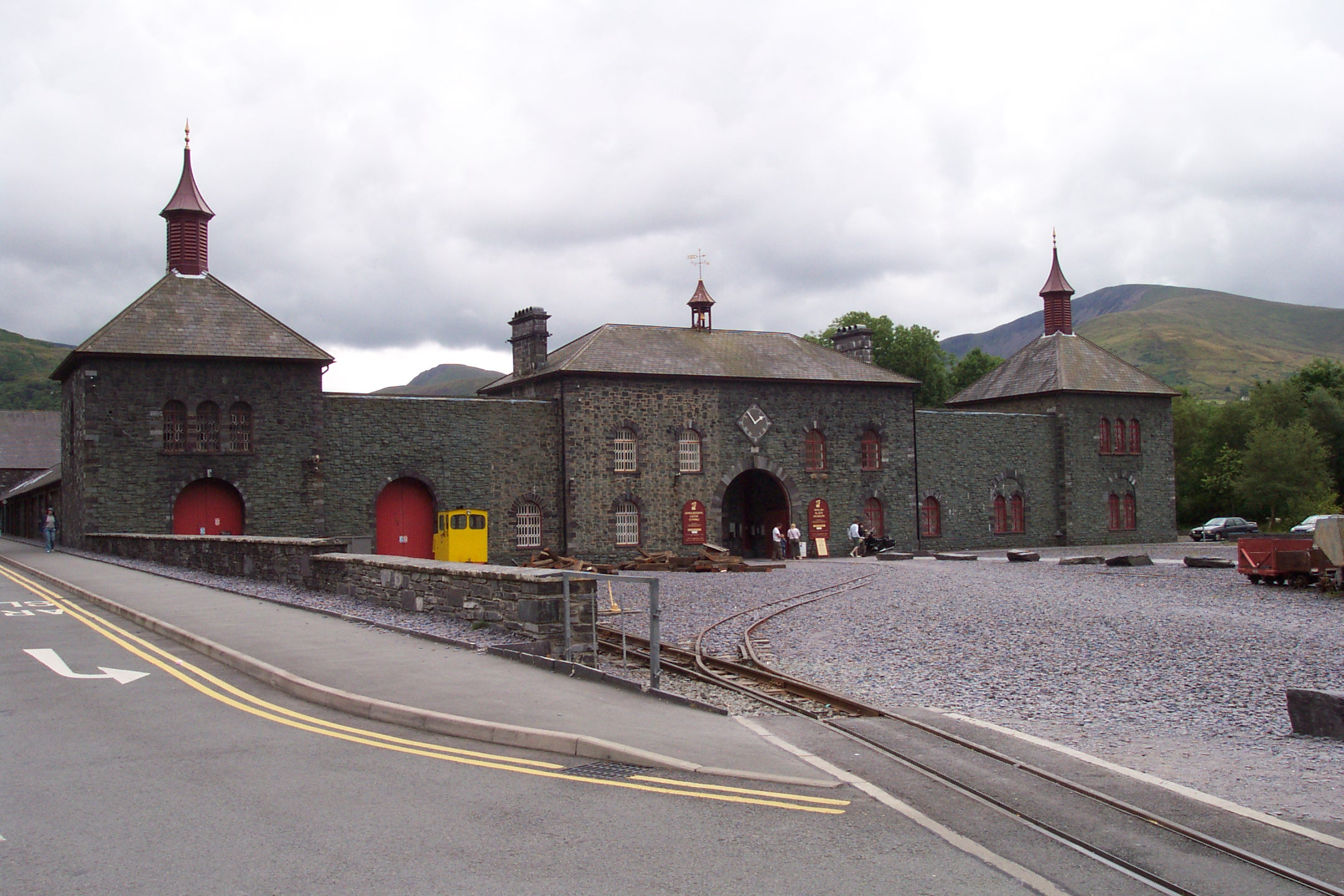
National Slate Museum
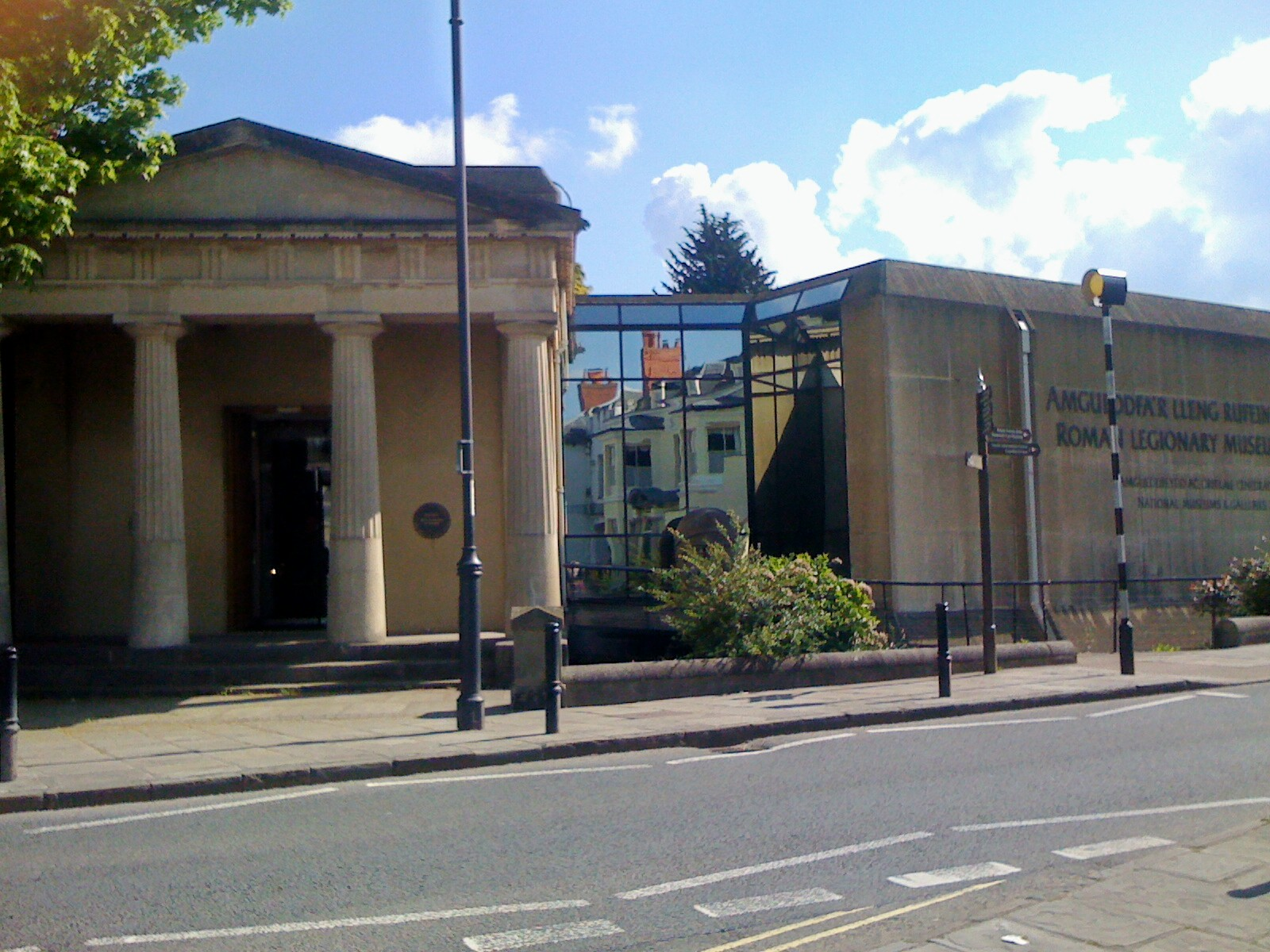
National Roman Legionary Museum
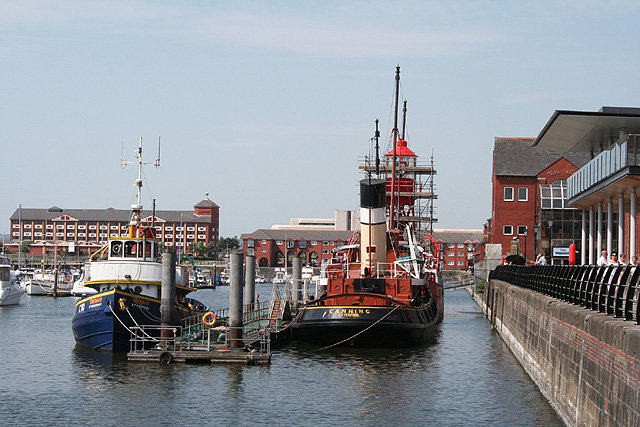
De kade bij het National Waterfront Museum

## Voetnoten
1. ↑  Fears for future of National Museum Cardiff after abrupt closure for maintenance, Nation Cymru, 2 februari 2025